# Rámon Verkoeijen
Ramon Verkoeijen (Venray, 14 januari 1986) is een Nederlands radio-dj bij NPO 3FM, waar hij ieder weekend zijn radioprogramma presenteert. Hij verwierf bekendheid als sidekick van Timur Perlin op diezelfde radiozender. Ook was hij op tv te zien als presentator van De Klusjesmannen.

## Radio

### Yorin FM
Verkoeijen begon in 2002 als radio-dj bij het radiostation Omroep Venray. Via Maasland Radio uit Nieuw Bergen en Radio Decibel stapte hij in 2004 over naar Yorin FM.
Bij Yorin FM is zijn rol als radiomaker in eerste instantie beperkt tot het meehelpen/lopen bij onder anderen Robert Jensen en Rob Stenders, later is Verkoeijen actief als sidekick Ramon de Stagiair bij het programma Timur Open Radio van Timur Perlin.

### 3FM
Bij de overgang van Yorin FM naar Caz! op 18 april 2006 blijft Verkoeijen actief als sidekick, maar dan voor het programma Timur Open Air. Ook als Perlin overstapt naar BNN en per 3 januari 2009 weer een radioprogramma gaat maken op 3FM is Verkoeijen weer present als sidekick bij onder andere Open Radio met Timur en Rámon, zij het onder zijn eigen naam.
Op 7 april 2010 kreeg Verkoeijen elke woensdagnacht zijn eigen programma Rámon voor BNN op 3FM. In september 2013 stopt het programma en neemt Verkoeijen het tijdslot over van Sanderdaynight. Hij presenteerde zijn programma Rámon, met een streepje op de A vanaf 14 september 2013 op de zaterdagavond.
In 2015 verhuist Verkoeijen (samen met Perlin) naar de weekprogrammering, zij maken vanaf dan elke werkdag tussen 12.00 en 14.00 uur het programma Superrradio. Na het vertrek van Perlin eind 2016 zet Verkoeijen het programma voort met Mark van der Molen onder de titel Mark+Ramon.
Eind 2019 moet hij ‘wegens persoonlijke omstandigheden’ voorlopig rust nemen. Dat betekent dat hij ook niet meedoet aan Serious Request, hij wordt vervangen door Jorien Renkema. Verkoeijen was al enige tijd niet meer in de uitzending Mark + Ramon te horen.
Vanaf 1 januari 2021 presenteerde hij enige tijd ieder vrijdagavond het programma De Boem Boem Disco Show.
Sinds 2022 is Verkoeijen te horen met een solo programma van 10.00 en 13.00 uur in het weekend van 3FM. Hij verliet in 2023 na 15 jaar omroep BNNVARA voor PowNed. Zijn uren bleven ongewijzigd.

### De Beste Smaak van Nederland
Samen met Jan Versteegh maakt Verkoeijen bij Podimo de culinaire-podcast De Beste Smaak van Nederland.

## Televisie
Verkoeijen was de nieuwe collega van Sander Lantinga toen zij als 'de Klusjesmannen' een paar uur bij verschillende bedrijven in en rondom de stad Eindhoven werkten ten behoeve van de jaarlijkse geldinzamelingsactie Serious Request. Het duo ging aan de slag bij onder andere McDonald's en Viking om geld in te zamelen. Lantinga en Verkoeijen waren vanaf 3 juli 2011 ook elke zondag te zien in het BNN-programma De Klusjesmannen op Nederland 3, waarin zij door het land trokken om vakantiebaantjes uit te proberen. Aan het einde van de uitzending kregen de bedrijven een trofee in de vorm van een hand, waarvan het aantal vingers aangaf hoe leuk het vakantiebaantje volgens Lantinga en Verkoeijen was.
Zijn deelname aan het programma De Klusjesmannen leverde Verkoeijen een nominatie op voor de Televizier Talent Award. Hier legde hij het echter (net als Erik Dijkstra) af tegen Guus Meeuwis.

## Trivia
- Eind 2006 brengt Verkoeijen onder het pseudoniem Leroy Perry Kasper a.k.a. Kasper ft. Monsta de plaat Bokken (MMM LKKR MMM) uit,[8] in eerste instantie wordt de plaat alleen gedraaid op Caz!, later volgen meer landelijke stations. Pas in maart 2007 wordt duidelijk dat Verkoeijen achter de productie van dit nummer zit.[9]
- Verkoeijen haalde voor Serious Request 2009 en Serious Request 2010 met zijn plakpak geld op.
- Rámon is een fan van de dinsdag, dat is zijn favoriete dag van de week. Dat liet hij iedere week horen in het radioprogramma Mark+Rámon op 3fm.